# 多田くんは恋をしない
『多田くんは恋をしない』（ただくんはこいをしない）は、動画工房制作による日本のテレビアニメ作品。2017年10月1日に『月刊少女野崎くん』制作チームが手掛けるオリジナルテレビアニメとして制作が発表され、2018年4月から6月までAT-X、TOKYO MXほかにて放送された。通称は「多田恋」、「ただこい」。キャッチコピーは「この恋を、一生忘れない」。
本作は実企業のキヤノン、スリック、ソニー、ソニーイメージングプロダクツ&ソリューションズ、タムロン、ニコン、ニコンイメージングジャパン、パナソニックの協力があり、実在するカメラが登場する。

## 登場人物
多田 光良（ただ みつよし）
声 - 中村悠一、田村睦心（幼少期）
本作の主人公。銀河大学付属恋ノ星高校に通う2年生。写真部に所属。
10年前に事故で両親を亡くしており、妹のゆいと共に祖父の経営する多田珈琲店で暮らしながら、店を手伝っている。亡くなった父親と同じカメラマンになることを目指している。
寡黙だが誠実で、周囲への気配りもできるため、周りから慕われている。風景写真が得意。高いところと飛行機が苦手。
使用するカメラはニコン D7200。
5月7日生まれ。血液型はB型。
テレサ・ワーグナー / テレサ・ドゥ・ラルセンブルク
声 - 石見舞菜香
本作のヒロイン。高校2年生で、ヨーロッパのラルセンブルクから日本にやってきた留学生。写真部に入部する。
時代劇『れいん坊将軍』の大ファンで流暢な日本語を話すが、その影響から「かたじけない」「この御恩は一生忘れません」などの侍言葉を使用してしまうことがある。また、虹に関連するものを好む。明るく素直な性格をしている。杉本による目測ではCカップとされている。
来日してからは多田珈琲店の隣にあるマンション「グランドパレス銀座」に親友のアレクと共に滞在しており、行動するときも一緒にいることが多い。
シャルルと婚約しており、留学終了後、帰国してから結婚し、ラルセンブルクの女王になる覚悟を決めている。
ラルセンブルク家では代々、成人になる前に見聞を広める目的で国を出る習わしがあり、その目的地に自分の大好きな『れいん坊将軍』の舞台となった日本を選び、留学することとなった。
使用するカメラはPanasonic LUMIX DMC-GF7。
2月4日生まれ。血液型はA型。
伊集院 薫（いじゅういん かおる）
声 - 宮野真守、三宅麻理恵（幼少期）
高校2年生で、多田の幼馴染。写真部に所属。自分自身の写真を撮ることが多い。女性に人気がある。テレサを観察している際、合流したアレクにテレサを襲っていると誤解され蹴り飛ばされた。以来、アレクに攻撃的、非難的な意志を向けられるのを苦手としている。ただ、その後もアレクに対してよくちょっかいを出している。6歳のときに池で足を取られたことがあり、それが河童の仕業であると友人から言われたことから河童に対して並々ならぬ恐怖を抱いている。このとき、多田に助けられたことから友人になっている。銀座の老舗料亭の息子で料理が得意。両親を亡くした多田を気遣い、毎年趣向を凝らした「伊集院薫ショー」を開催している。ラルセンブルクに旅立った多田を心配して、こっそり同じ飛行機に乗り、後をつけた。
使用するカメラはSONY サイバーショット DSC-RX100V。
4月16日生まれ。血液型はO型。
アレクサンドラ・マグリット
声 - 下地紫野
高校2年生で、テレサと共にラルセンブルクからやってきた留学生。愛称は「アレク」。伊集院からは「姐さん」とも。世間知らずなテレサの保護者のような存在で日本語も堪能。テレサのために日本料理も作るが納豆が苦手。写真部に入部する。杉本による目測ではEカップとされている。山下からは忍者かと言われるほどの身体能力や、足音からどのあたりにいるのか判断できるほど聴覚を持つ。テレサと共に写真部に入部する。ゆいからミステリー小説『ひまわり急行 恋する事件簿』シリーズを貸し出されてからは、恋愛話にて本文を引用する描写が見られる。テレサにアレクはシャルルが好きだものね、との問いかけに好きで尊敬しており、テレサにふさわしい婚約者であると答えている。シャルルから写真の撮影者を当てられ、可愛いものを見つけるのが得意であると指摘されている。
テレサの親友兼侍従。一人娘の遊び相手を探していた国王によって呼ばれた側近の娘で、テレサとは3歳の頃からの付き合いとなる。
第2話で借りたカメラはニコン COOLPIX A900。
9月9日生まれ。血液型はAB型。
杉本 一（すぎもと はじめ）
声 - 梅原裕一郎、杉田智和（代役）、村中知（幼少期）
高校3年生で、写真部部長。京都大学志望。部員たちからは「ピン先輩」、幼馴染の日向子からは「はじめちゃん」と呼ばれる。部室にコーナーを設置するぐらいグラビアアイドルのHINAの大ファンであるが、正体が日向子であることに気づいていない。アレクに「変態メガネ」と呼ばれ、職質を受けるほど服のセンスが壊滅的。HINAの写真集のお渡し会に行ったとき、HINAから日奈子を連想させる言葉を聞いたものの、日奈子であることには気付かなかった。女性の胸に対して並々ならぬ興味を示す。
使用するカメラはキヤノン EOS 80D。
10月10日生まれ。血液型はB型。
長谷川 日向子（はせがわ ひなこ） / HINA（ひな）
声 - 石上静香
高校2年生で、多田たちのクラスの学級委員。杉本の幼馴染。控え目な性格で眼鏡をかけている。写真部には杉本に人数合わせのために頼まれたために入部した。「委員長」と呼ばれている。グラビアアイドルのHINAとして密かに活動しているが、アレクにはひと目で気付かれてしまった。その後、シャルルにもひと目で気付かれている。最初は親族の頼みで一度だけの代役として受けたグラビアアイドルの仕事がヒットしてしまい、辞めると言い出せず続けている。そのうちに杉本からHINAのファンになったと言われ、打ち明けることができなくなった。幼少期に犬に吠えられていたところを杉本に庇われたことなどから、杉本に好意を抱いている。
使用するカメラはキヤノン PowerShot G9 X。
11月9日生まれ。血液型はA型。
山下 研太郎（やました けんたろう）
声 - 下野紘
高校1年生で、写真部に所属。唯一の1年生部員。夢のために懸命になる多田を尊敬しており、多田が指笛で呼ぶとどこに居てもすぐ飛んでくるなど、犬のように懐いているので部員には「山下犬」と呼ばれている。テレサではわからなかったアレクの匂いを感じとる事ができるぐらいには鼻が良い。千明を「ちあ姉」と呼び、好意を寄せている。
使用するカメラはPanasonic LUMIX DMC-GF7。
8月1日生まれ。血液型はAB型。
多田 ゆい（ただ ゆい）
声 - 水瀬いのり
中学2年生で、多田の妹。祖父の多田珈琲店を手伝っている。ミステリー小説『ひまわり急行 恋する事件簿』シリーズを愛読している。山下に密かに思いを寄せているが、山下以外の周囲には隠せていない。
3月14日生まれ。血液型はA型。
ニャンコビッグ
声 - 小澤亜李、大塚明夫（心の声）
多田家の愛猫。オス。10年前、庭先で雨に打たれて震えているところを多田に拾われた。多田は命の恩人であり、その恩義から多田の両親亡き後は彼を見守ってきた。名前は「大きくなるよう」に、という願いを込めて多田がニャンコとビッグをかけ合わせて名付けたが、多田は忘れている。
人見知りで、伊集院や山下など一部の人に対しては敵意を見せ、多田家ではその様子を「戦慄のニャンコビッグブログ」というブログに載せている。美人が好きだというゆいの証言を証明するかのように、テレサとシャルルには初対面から懐く様子を見せた。多田家の猫であることを知らない近所の人たちからは「ミーコちゃん」と呼ばれている。カメラの被写体になるときに意識しているとしっぽをピンと立てる癖がある。
千明の飼い猫であるチェリーに一目惚れしたが、相手にされていない。
シャルル・ド・ロワール
声 - 櫻井孝宏
金髪で長身の大学2年生。フランスの貴族出身。起業し、会社も経営している。スポーツ万能で、語学にも堪能で、猫とも意思疎通ができる。テレサとは幼い頃から交流があり、兄のように慕われている。テレサと婚約している。大学の休みを利用して来日する。多田とテレサの気持ちを知ったあと、「もっと自由がほしい」という理由でテレサとの婚約を破棄し身を引いた。
6月9日生まれ。血液型はO型。
多田 正造（ただ しょうぞう）
声 - 中博史
多田とゆいの祖父。銀座で多田珈琲店という喫茶店を営む。ニャンコビッグの心の声と一致する返事をする描写がある。
十三
声 - 小山剛志
喫茶店常連客。寡黙であり、ニャンコビッグは殺し屋ではないかと思っている。れいん坊将軍を好む。テレサが落としそうになったウォーターポットを後ろ手にキャッチする描写がある。
老夫婦
声 - 清川元夢、有馬瑞香
喫茶店常連客の老夫婦。ニャンコビッグが拾われた当時から老夫婦だった。多田とテレサが喫茶店を切り盛りする姿から、多田の両親のことを思い出していた。
カップル
声 - 郷田翼、長谷川育美
男性の方が喫茶店常連客で、初めて女性を連れて入店した。ニャンコビッグによるとこの日、双方ともに恋に落ちた。
チェリー
声 - 伊藤静
近所の美容院の雌猫。テレサが雨の日に出会った猫。ニャンコビッグに一目惚れされたが、池に落ちた情けない姿を見たチェリーはその場を去っており、美容院に来たときも窓際からすぐに去っている。
瀧原 千明（たきはら ちあき）
声 - 伊藤静
近所の美容院店員。チェリーの飼い主。山下に好意を寄せられているが、山下によると「昔から弟としてしか見られていなくて相手されてない」とのこと。
レイチェル
声 - 井上喜久子
テレサの乳母、日本人。本名は竜崎麗子（れいこ）。「D.レイチェル」のペンネームで『ひまわり急行』シリーズを執筆している。
多田 淳一郎（ただ じゅんいちろう）
声 - 加藤将之
光良とゆいの父。カメラマンで至る所を飛び回っている。10年前、仕事で空港に向かう途中事故に遭い帰らぬ人となる。遺品で見つかったカメラには、出発直前の光良たちが映る写真が記録されていた。背景のタッチが光良と似ている。
多田 知子（ただ ともこ）
声 - 森沢芙美
光良とゆいの母。淳一郎を車で空港に送る際、事故に巻き込まれ自身も亡くなる。

## 用語
ラルセンブルク
テレサとアレク、後述の山村の出身国で、正造曰く緑と渓谷が美しい国。王政が敷かれている。温めたミルクやコーヒー入れてチョコレートドリンクとして楽しむことができる「ホットチョコレートスプーン」がよく利用されている。街並みのモデルはルクセンブルク。
れいん坊将軍
主人公のれいん坊将軍こと徳川虹宗（声 - 小山剛志）が悪を成敗する時代劇ドラマ。決め台詞は「いつも心は虹色に」。れいん坊将軍を演じている俳優は竹下良二。
ひまわり急行 恋する事件簿
探偵・山村ポワロンよしこ（声 - 大原さやか）が事件に挑むミステリー小説シリーズ。決め台詞は「わたくしの鼠色の脳細胞が活動を始めたわ」。

## スタッフ
- 原作 - 羽矢浪好貴
- 監督 - 山﨑みつえ[1]
- シリーズ構成・脚本 - 中村能子[1]
- キャラクターデザイン・総作画監督 - 谷口淳一郎[1]
- 副監督 - 藤原佳幸[1]
- サブキャラクターデザイン - 菊池愛[1]
- プロップデザイン - 中島千明[1]
- 美術監督・美術設定 - 中村千恵子[1]
- 色彩設計 - 石黒けい、伊藤裕香[1]
- 撮影監督 - 伊藤邦彦[1]
- 編集 - 武宮むつみ[1]
- 音響監督 - 土屋雅紀[1]
- 音楽 - 橋本由香利[1]
- 音楽プロデューサー - 若林豪
- 音楽制作 - KADOKAWA
- プロデューサー - 田中翔、鎌田肇、長澤秀尚、飯塚彩、大和田智之、尾形光広、木村香織、佐藤裕士
- 制作プロデューサー - 鎌田肇
- アニメーション制作 - 動画工房[1]
- 製作 - 「多田くんは恋をしない」製作委員会[1]

## 主題歌
オープニングテーマ ｢オトモダチフィルム｣
作詞・作曲・編曲 - 大石昌良 / 歌 - オーイシマサヨシ
第13話ではエンディング位置で使用された。
エンディングテーマ「ラブソング」（第1話 - 第10話、第12話）
作詞・作曲 - 山口隆 / 編曲 - 大石昌良、岸田勇気 / 歌 - テレサ・ワーグナー（石見舞菜香）
挿入歌「ラブソング」（第11話）
作詞・作曲 - 山口隆 / 編曲 - 大石昌良、岸田勇気 / 歌 - 多田光良（中村悠一）
エンディングテーマとは異なるアレンジとなっている。

## 各話リスト
| 話数 | サブタイトル             | 絵コンテ                  | 演出                               | 作画監督                                                                                     | 総作画監督                            |
| --- | ------------------------ | ------------------------- | ---------------------------------- | -------------------------------------------------------------------------------------------- | ------------------------------------- |
| #1 | ほっとけないだろ         | 山﨑みつえ                | 山﨑みつえ                         | 山野雅明 瀧原美樹 工藤裕加 菊池愛 板倉健                                                     | 谷口淳一郎                            |
| 皇居で桜を撮影していた多田は、迷子になった外国人の少女・テレサと出会う。多田は雨に濡れたテレサを祖父の経営する多田珈琲店に連れていく。テレサは迎えに来たアレクと店の隣のマンションに泊まるが、翌日二人は多田のクラスに転入してくる。                                                                           |                          |                           |                                    |                                                                                              |                                       |
| #2 | まぁ、間違っちゃいない   | 野呂純恵                  | 鳥羽聡                             | 山崎淳 天﨑まなむ 仁井学                                                                     | 谷口淳一郎                            |
| テレサとアレクは委員長の日向子からの勧めで高校の部活を見学し、写真部に体験入部。部長の杉本の発案で、部員の多田たちと撮影バトルを体験する。二人は写真部に正式入部する。 |                          |                           |                                    |                                                                                              |                                       |
| #3 | それ、好きだなあ         | 鈴木清崇                  | 藤原佳幸                           | 吉川真帆 矢野桃子 菊池愛 小倉寛之                                                            | 谷口淳一郎                            |
| 多田家の飼い猫ニャンコビッグは、土曜日に多田珈琲店を手伝いに来たテレサとアレクを見守る。散歩に出たニャンコビッグは、公園で写真部員たちと出会うが、そこでテレサに懐く雌猫チェリーに一目惚れする。 |                          |                           |                                    |                                                                                              |                                       |
| #4 | 見なかったことにしよう…… | 藤原佳幸 金成旻           | 山﨑みつえ 藤原佳幸 ふじいたかふみ | 金璐浩 上野沙弥佳 宮野健 飯塚葉子 李周鉉 桜井このみ KIM EUN JU                               | 谷口淳一郎 菊永千里 菊池政芳          |
| HINAの握手会に当選してはしゃぐ杉本に、日向子はうかない顔。アレクは日向子がHINAと同一人物であることを見抜く。握手会を前に緊張する杉本のため、当日写真部員たちが集まる。杉本は日向子から教えてもらったおまじないでどうにか握手を果たす。                                                                         |                          |                           |                                    |                                                                                              |                                       |
| #5 | 大丈夫だ。いないから     | 平牧大輔                  | 平牧大輔                           | 山野雅明 瀧原美樹 河島裕樹 久保茉莉子 長尾圭悟 山崎淳 中川洋未 菊池愛 熊田明子               | 谷口淳一郎                            |
| 多田とゆいの両親の命日。伊集院は恒例の「伊集院薫ショー」を多田珈琲店で開催。写真部員たちに手料理をふるまう。銭湯を楽しんだあと、テレサとアレクがマンションに戻ると、部屋では金髪の青年シャルルが待っていた。                                                                                                   |                          |                           |                                    |                                                                                              |                                       |
| #6 | 雨男、じゃないぞ         | 野呂純恵                  | 野呂純恵                           | 吉川真帆 菊池愛 矢野桃子 市原圭子                                                            | 谷口淳一郎                            |
| シャルルは身分を隠してテレサの高校を見学し、写真部でも打ち解ける。伊集院の手引きでパーティに潜り込んだ写真部員たちは、正装したテレサ、アレク、シャルルを見つける。会場を抜け出したテレサは雨に降られ、多田と雨宿りして二人きりで語り合う。                                                                     |                          |                           |                                    |                                                                                              |                                       |
| #7 | 泣かれるよりはいいだろ   | しまづあきとし            | 鳥羽聡 藤原佳幸 竹下良平 野呂純恵  | 山﨑輝彦 関真弓 菅原美智代 飯塚葉子 李周鉉                                                   | 谷口淳一郎 菊永千里 菊池政芳          |
| ニャンコビッグが家を出たまま帰らない。ゆいは写真部員たちと捜索、美容院で飼われているチェリーの元に通うニャンコビッグを保護する。山下はゆいに、チェリーの飼い主である瀧原千明に片思いしていると打ち明ける。山下に片思いしていたゆいは、テレサの胸で号泣する。                                                   |                          |                           |                                    |                                                                                              |                                       |
| #8 | 雨女だったっけ？         | 藤原佳幸                  | 藤原佳幸                           | 山野雅明 瀧原美樹 凌空凛 伊澤珠美 菊池愛 助川裕彦 市原圭子                                   | 谷口淳一郎                            |
| 写真部はコンクールに応募する星の写真撮影のため、河口湖に合宿する。部員たちは、夜間に撮影ポジションを決め仮眠をとる。テレサは星を待つ多田と語り合い、お互い少しずつ惹かれていく。 |                          |                           |                                    |                                                                                              |                                       |
| #9 | 今は、もう、ない……       | 福田道生                  | 越田知明                           | 金璐浩 上野沙弥佳 宮野健 曾我篤史 久保茉莉子 小倉寛之 岡田洋奈                               | 谷口淳一郎 菊永千里 菊池政芳          |
| テレサは多田を好きになったことをアレクに見抜かれる。新学期、雨に濡れた多田は、学校で熱を出して倒れ、写真部員たちに家まで送り届けてもらう。多田の寝顔を見たテレサは恋心を抑えられず、涙する。 |                          |                           |                                    |                                                                                              |                                       |
| #10 | 本物、じゃないよな       | しまづあきとし            | 越田知明                           | 吉川真帆 市原圭子 山野雅明 菊池愛 矢野桃子 瀧原美樹                                          | 谷口淳一郎                            |
| 休日、テレサは多田を誘い、東京スターツリーの「れいん坊将軍展」を楽しむ。多田は両親を亡くした時の思いを語り、テレサに励まされる。翌日登校した多田は、テレサとアレクが帰国したと知る。 |                          |                           |                                    |                                                                                              |                                       |
| #11 | 特には何も               | 山﨑みつえ                | 藤原佳幸                           | 菊池愛 市原圭子 立口徳孝 長尾圭悟 矢野桃子 瀧原美樹 山野雅明 凌空凛 板倉健                   | 谷口淳一郎                            |
| 突然姿を消したテレサとアレクに写真部員たちも衝撃を受ける。年末、写真部部室の掃除で、テレサが撮影した動画や写真データが見つかる。それを見た多田はようやく自分がテレサを好きなことを自覚。テレサに会うため、苦手な飛行機に乗ってラルセンブルクに向かう。                                                         |                          |                           |                                    |                                                                                              |                                       |
| #12 | ……突然、ごめん           | 野呂純恵                  | 野呂純恵                           | 菅原美智代 金璐浩 宮野健 藤田真弓 上野沙弥佳                                                 | 谷口淳一郎 菊永千里 菊池政芳 海保仁美 |
| ラルセンブルクに着いた多田は、祖父の知り合いのレイチェルこと竜崎麗子を訪ね、テレサと再会。テレサは自分がラルセンブルクの王女でシャルルと結婚する予定だと告白。多田が帰ったあと、テレサはベッドに泣き伏す。多田も往来で一人涙ぐんでいた。                                                                       |                          |                           |                                    |                                                                                              |                                       |
| #13 | 俺も、一生、忘れない     | 山﨑みつえ しまづあきとし | 山﨑みつえ                         | 矢野桃子 板倉健 菊池愛 瀧原美樹 凌空凛 長尾圭悟 伊澤珠美 吉川真帆 山野雅明 熊田明子 山本蓮雄 | 谷口淳一郎                            |
| 多田はレイチェルに持たされたパーティの招待状に気付く。パーティに乗り込んだ多田はテレサと二人きりで話したいと申し入れ、「君が好きだ」と告白。テレサも胸の内を明かし涙する。春、写真部部長になった多田が、皇居で雨に降られていると、シャルルに婚約破棄されたテレサが傘をさしかけ、「もう離れません」と抱きつく。 |                          |                           |                                    |                                                                                              |                                       |

## 放送局
| 放送期間               | 放送時間                     | 放送局      | 対象地域 | 備考                                 |
| ---------------------- | ---------------------------- | ----------- | -------- | ------------------------------------ |
| 2018年4月5日 - 6月28日 | 木曜 21:00 - 21:30           | AT-X        | 日本全域 | 製作参加 / CS放送 / リピート放送あり |
|                        | 木曜 22:00 - 22:30           | TOKYO MX    | 東京都   |                                      |
|                        | 木曜 23:00 - 23:30           | BS11        | 日本全域 | 製作参加 / BS放送 / 『ANIME+』枠     |
| 2018年4月6日 - 6月29日 | 金曜 0:00 - 0:30（木曜深夜） | サンテレビ  | 兵庫県   |                                      |
|                        | 金曜 1:00 - 1:30（木曜深夜） | KBS京都     | 京都府   |                                      |
|                        | 金曜 2:35 - 3:05（木曜深夜） | テレビ愛知  | 愛知県   |                                      |
|                        | 金曜 3:00 - 3:30（木曜深夜） | TVQ九州放送 | 福岡県   |                                      |

| 配信期間               | 配信時間                     | 配信サイト |
| ---------------------- | ---------------------------- | --- |
| 2018年4月5日 - 6月28日 | 木曜 21:30 更新              | dアニメストア |
|                        | 木曜 21:30 - 22:00           | AbemaTV Abemaアニメチャンネル |
| 2018年4月12日 - 7月5日 | 木曜 更新                    | ニコニコチャンネル GYAO! ひかりTV ビデオパス J:COMオンデマンド U-NEXT アニメ放題 FOD Amazonプライム・ビデオ Hulu バンダイチャンネル あにてれ |
| 2018年4月13日 - 7月6日 | 金曜 0:00 - 0:30（木曜深夜） | ニコニコ生放送 |

## BD / DVD
| 巻 | 発売日        | 収録話          | 規格品番   | 規格品番   |
| 巻 | 発売日        | 収録話          | BD         | DVD        |
| -- | ------------- | --------------- | ---------- | ---------- |
| 1  | 2018年6月27日 | 第1話 - 第3話   | ZMXZ-12091 | ZMBZ-12101 |
| 2  | 2018年7月25日 | 第4話 - 第6話   | ZMXZ-12092 | ZMBZ-12102 |
| 3  | 2018年8月24日 | 第7話 - 第9話   | ZMXZ-12093 | ZMBZ-12103 |
| 4  | 2018年9月26日 | 第10話 - 第13話 | ZMXZ-12094 | ZMBZ-12104 |

## Webラジオ
杉本一役の梅原裕一郎（第6回まで）と山下研太郎役の下野紘によるWebラジオ『TVアニメ『多田くんは恋をしない』多田珈琲店でほっとひと息』が、2018年3月30日から7月20日まで音泉にて隔週金曜に配信された。同年9月21日にはSP回が配信された。
ゲスト
- 第1回配信（2018年3月30日）：中村悠一（多田光良 役）、宮野真守（伊集院薫 役）
- 第2回配信（2018年4月13日）：中村悠一
- 第3回配信（2018年4月27日）：石見舞菜香（テレサ・ワーグナー 役）、石上静香（長谷川日向子/HINA役）
- 第6回配信（2018年6月8日）：小山剛志（レインボー将軍 役）
- 第7回配信（2018年6月22日）：石見舞菜香、下地紫野（アレクサンドラ・マグリット 役）
- 第8回配信（2018年7月6日）：中村悠一、石見舞菜香、宮野真守

## 小説
- 中村能子『多田くんは恋をしない テレサ・ワーグナーの事情』KADOKAWA〈角川ビーンズ文庫〉、2018年。ISBN 978-4-04-107024-6。
  - 本作脚本家によるノベライズ。アニメ第11話までの作中のテレサの視点から描かれており、テレサの経験していないエピソードは除外されている。

## タイアップ
アニメ放送前の2018年2月19日、求人メディア「タウンワーク」が本作の声優体験バイト募集を発表した。男女2名が採用され、第9話で多田のクラスメイト役を演じ、エンドクレジットに名前が載せられた。